# 古宗金花小檗
古宗金花小檗（学名：Berberis wilsonii var. guhtzunica）为小檗科小檗属下的一个变种。

## 扩展阅读
- 維基物種上的相關：古宗金花小檗